# アヤハエンジニアリング
株式会社アヤハエンジニアリング（AYAHA ENGINEERING CO., LTD.）は、滋賀県東近江市に本社を置く、アヤハグループの計測機器のメーカーである。

## 所在地

### 主要事業所
本社
〒527-0125
滋賀県東近江市小田苅町2003番地
関東営業所
〒341-0023
埼玉県三郷市仁蔵294番地

## 沿革
- 1974年11月1日 設立。

## 関連企業
- 綾羽株式会社
- 綾羽工業株式会社
- アヤハ化成株式会社
- 株式会社アヤハディオ
- アヤハ不動産株式会社
- 株式会社アヤハ環境開発
- アヤハ運輸倉庫株式会社
- 株式会社アヤハゴルフリンクス
- 株式会社朝宮ゴルフ場
- 株式会社アヤハレークサイドホテル
- 株式会社アヤハ自動車教習所
- 株式会社エイエムエス
- リアリティバイ・ジャパン株式会社
- 学校法人綾羽育英会
  - 綾羽高等学校